# ノエル (企業)
1. 川崎市に本社を置いていた不動産会社、株式会社ノエル。本稿で記す。
2. 携帯電話向けコンテンツサービスやインディーズ音楽配信サービス等を手掛けていた東京都港区の企業、株式会社ノエル。1とは無関係。リッスンジャパン（現在はエムティーアイに事業譲渡[1]のうえで清算[2]）と合併し[3]、消滅した。「indiesmusic.com」については、ノエルからリッスンジャパン及びイメージクエストインタラクティブを経て、現在はエンターメディア（フェイス子会社）が運営している[4]。
3. コロンビアの菓子メーカー、Noel Cookies Company（英語版）。

株式会社ノエルは、川崎市高津区にあった不動産会社。

## 沿革
- 1966年 川崎市高津区溝口にて創業。
- 1967年 不動産売買、売買仲介、賃貸仲介、及び不動産管理業務を目的として有限会社野村不動産を設立。
- 1987年 株式会社化し株式会社野村不動産となる。
- 1997年 代表取締役社長金古政利が株式会社エルアシストを設立
- 2000年 株式会社エルアシストを合併し、商号を株式会社ノエルに変更。
- 2004年 Jリーグ川崎フロンターレのユニフォームスポンサーに決定。
- 2005年 ジャスダックに株式を上場（2007年9月21日上場廃止）。
- 2006年 株式5分割を実施。
- 2007年 東京証券取引所第二部上場（2008年11月15日上場廃止）。
- 2008年10月30日 東京地方裁判所より破産手続開始決定を受ける。負債総額は約414億円[5]。

## 概要
- 東急田園都市線沿線を基盤としていた不動産会社。賃貸専業、新築マンション専業等単一事業の業態が多い不動産業界において、新築マンション・一戸建ての分譲、収益不動産開発から賃貸・売買仲介、不動産管理まで総合的に行うなど、事業領域は多岐にわたっていた。
- 「発想力をスタイルへ」をコーポレートスローガンに「ものづくり」に力を入れており、特に新築建売住宅のデザインや間取りはユニークで独創的なものが多く、雑誌DIMEとコラボレーションした一戸建て住宅も開発した[6]。